# Irena Troupová
Irena Troupová nebo Irena Troupova-Wilke (* v Českých Budějovicích) je česká sopranistka žijící v Německu, která se specializuje na starou hudbu.

## Umělecký profil
Studovala hudební vědu na Karlově univerzitě a věnuje se především staré hudbě. Spolupracovala se souborem Musica Antiqua Praha a vystupuje v koncertních řadách Státní opery v Berlíně, Berlínského symfonického orchestru a dalších. Pravidelně vystupuje především s Jaroslavem Tůmou, Gabrielou Demeterovou, Bohuslavem Matouškem, koncertuje také se soubory a orchestry staré hudby (Musica Florea, Johann-Rosenmüller-Ensemble, Schütz-Akademie, Capella Sagittariana, Barocco sempre giovane, Dresdener Barockorchester). Pedagogicky působí na Akademii staré hudby při Masarykově univerzitě v Brně a na kurzech ve Valticích.